# Fabresan
Fabresan (en francès Fabrezan) és un municipi francès situat al departament de l'Aude i a la regió d'Occitània.